# Tyto soumagnei
La lechuza malgache (Tyto soumagnei) es una especie de ave estrigiforme de la familia Tytonidae.
La Lechuza de Campanario Malgache es endémica de Madagascar. Habita en dos regiones muy pequeñas en la isla.
Esta especie se llegó a estimar extinta. El último ejemplar se obtuvo a principios del siglo XX, sin volverse a ver después hasta que en 1973 se observó un individuo en la selva. A pesar de que el incidente no fue confirmado, se considera lo suficiente serio para incluirla en la lista de sobrevivientes.
Su apariencia es similar a la Lechuza de Campanario Común, aunque algo más pequeña. De longitud llega a medir 27 cm. La coloración de la cara es castaño claro o crema. Las hembras son de mayor tamaño que los machos y presentan manchas oscuras en el pecho.
A la lechuza de campanario Malgache también se le llama Lechuza Malgache. En inglés se le conoce por Madagascar Grass Owl y Madagascar Red Owl.

## Biología y Comportamiento
Como sus parientes, esta lechuza es de hábitos nocturnos. Duerme de día y caza de noche. Se alimenta de pequeños mamíferos e insectos y parientes. La hembra utiliza edificaciones semiabandonadas o huecos de árboles como nidos, como el género Weinmannia. El macho lleva el alimento a las crías y la hembra las cuida hasta las tres semanas cuando adquieren el plumón necesario para mantener el calor. Son de hábitos solitarios.
Viven hasta 15 años.

## Distribución
Es endémica de las selvas de Madagascar.

## Estado de conservación
Está amenazada por la pérdida de hábitat, la deforestación (principalmente debido al avance del cultivo de subsistencia), la tala comercial, el hábitat restante está bajo presión por el aumento de la población humana.